# Torneio Internacional Cidade de São Paulo 2011
Il Torneio Internacional Cidade de São Paulo de Futebol Feminino de 2011, o più semplicemente Torneio Internacional Cidade de São Paulo 2011 e indicato anche come 2011 International Tournament of São Paulo in lingua inglese, fu la terza edizione del Torneio Internacional de Futebol Feminino, torneo a inviti rivolto a rappresentative Nazionali di calcio femminile che si svolge in Brasile con cadenza, tranne nelle ultime edizioni, annuale. Il torneo, che venne disputato a San Paolo tra l'8 e il 18 dicembre 2011, fu vinto dal Brasile per la seconda volta, superando in finale la Danimarca con il risultato di 2 reti a 1.
L'edizione ripropone la formula a quattro squadre utilizzata fin dalla sua istituzione, con due nazionali all'esordio, Danimarca e Italia, mentre sono Brasile, anche in qualità di nazione organizzatrice così come l'unica ad aver vinto il torneo, e Cile quelle che vantano più presenze, due.

## Formula del torneo
Nella prima fase, le quattro squadre si affrontano all'interno del gruppo in una partita secca; quelle con il maggior numero di punti guadagnati nel rispettivo gruppo si qualificano per la fase successiva. Nella fase finale, la prima e la seconda squadra meglio piazzate si affrontano nella finale, e se l'incontro termina in parità, viene dichiarata vincitrice la squadra con il miglior punteggio nella prima fase. Analogamente la terza e la quarta squadra piazzate nel gruppo giocano la finale per il terzo posto e anche qui, in caso di pareggio, Se la partita termina in pareggio, viene dichiarata vincitrice la squadra con il miglior punteggio nella prima fase.

## Stadi
| Stadio                                      | Città     | Capacità |
| ------------------------------------------- | --------- | -------- |
| Estádio Municipal Paulo Machado de Carvalho | San Paolo | 40 199   |

## Nazionali partecipanti
| Squadra   | FIFA/Coca-Cola Women's World Ranking (23 settembre 2011). |
| --------- | --------------------------------------------------------- |
| Brasile   | 3                                                         |
| Italia    | 11                                                        |
| Danimarca | 14                                                        |
| Cile      | 44                                                        |

## Fase a gironi
| Pos. | Squadra   | Pt | G | V | N | P | GF | GS | DR  |
| ---- | --------- | -- | - | - | - | - | -- | -- | --- |
| 1.   | Danimarca | 7  | 3 | 2 | 1 | 0 | 7  | 2  | +5  |
| 2.   | Brasile   | 6  | 3 | 2 | 0 | 1 | 9  | 2  | +7  |
| 3.   | Italia    | 4  | 3 | 1 | 1 | 1 | 9  | 7  | +2  |
| 4.   | Cile      | 0  | 3 | 0 | 0 | 3 | 0  | 14 | -14 |

| Arbitro: | Edilar Ferreira |

|                                                        |           |  |
| K. Pedersen 62’ Nielsen 79’ S. Pedersen 86’ Harder 87’ | Marcatori |  |

| Arbitro: | Regildenia Moura |

|                                                       |           |          |
| Érika 19’ Ester 61’ Cristiane 68’ Marta 89’ Aline 90’ | Marcatori | 18’ Tona |

| Arbitro: | Fernanda de Souza |

|                              |           |                                 |
| Hansen 49’ (rig.) Harder 89’ | Marcatori | 5’ (rig.) Parisi 81’ Gabbiadini |

| Arbitro: | Katiucia Lima |

|                                                   |           |  |
| Érika 13’ Rosana 21’ Thaís Guedes 26’ Fabiana 55’ | Marcatori |  |

| San Paolo 15 dicembre 2011, ore 18:45                                                               | Cile      | 0 – 6 referto                                                     | Italia | Estádio Municipal Paulo Machado de Carvalho |
| \| \| \| \| \| \| Marcatori \| 9’, 57’ Parisi 14’ Gabbiadini 23’ Sabatino 84’ Boni 89’ Camporese \| |           |                                                                   |        |                                             |
| |           |                                                                   |        |                                             |
| | Marcatori | 9’, 57’ Parisi 14’ Gabbiadini 23’ Sabatino 84’ Boni 89’ Camporese |        |                                             |

| San Paolo 15 dicembre 2011, ore 21:15         | Brasile   | 0 – 1 referto | Danimarca | Estádio Municipal Paulo Machado de Carvalho |
| \| \| \| \| \| \| Marcatori \| 32’ Nielsen \| |           |               |           |                                             |
|                                               |           |               |           |                                             |
|                                               | Marcatori | 32’ Nielsen   |           |                                             |

### Finale terzo posto
| San Paolo 18 dicembre 2011, ore 18:45                                                        | Cile      | 2 – 3 referto                       | Italia | Estádio Municipal Paulo Machado de Carvalho |
| \| \| \| \| \| Mardones 42’ Araya 51’ \| Marcatori \| 36’ Conti 53’ Domenichetti 57’ Boni \| |           |                                     |        |                                             |
|                                                                                              |           |                                     |        |                                             |
| Mardones 42’ Araya 51’                                                                       | Marcatori | 36’ Conti 53’ Domenichetti 57’ Boni |        |                                             |

### Finale
| San Paolo 18 dicembre 2011                                  | Brasile   | 2 – 1      | Danimarca | Estádio Municipal Paulo Machado de Carvalho |
| \| \| \| \| \| Érika 64’, 74’ \| Marcatori \| 54’ Harder \| |           |            |           |                                             |
|                                                             |           |            |           |                                             |
| Érika 64’, 74’                                              | Marcatori | 54’ Harder |           |                                             |

## Classifica finale
| Posizione | Squadra   |
| --------- | --------- |
| 1         | Brasile   |
| 2         | Danimarca |
| 3         | Italia    |
| 4         | Cile      |

## Statistiche

### Classifica marcatrici
4 reti
- Érika

3 reti
- Pernille Harder
- Alice Parisi

2 reti
- Sanne Troelsgaard Nielsen
- Valentina Boni
- Melania Gabbiadini

1 rete
- Aline
- Cristiane
- Ester
- Fabiana
- Marta
- Rosana
- Thaís Guedes
- Fernanda Araya
- Maria Mardones

- Kristine Pedersen
- Line Røddik Hansen
- Sofie Junge Pedersen
- Elisa Camporese
- Pamela Conti
- Giulia Domenichetti
- Daniela Sabatino
- Elisabetta Tona